# Grantová agentura
Grantová agentura je instituce, která prostřednictvím soutěže o granty podporuje různé vědecké, technické, kulturní, vzdělávací nebo jiné obecně prospěšné projekty. Grantové agentury mohou být státní, které rozdělují veřejné prostředky státního rozpočtu, mohou být součástí nadací a jiných veřejných i soukromých institucí.

## Grantová soutěž
Grantová agentura vypisuje podmínky soutěže, které stanoví zejména:
- obor nebo téma
- rozsah podpor
- kdo se může soutěže zúčastnit
- povinné náležitosti přihlášky
- termín podání přihlášky a termín rozhodnutí
- co se na projektech hodnotí a jak,
- a další podmínky .

Zájemce se o podporu hlásí vyplněním grantové přihlášky s popisem projektu. Přihlášky vyhodnocují odborníci, ustanovení agenturou, kteří obvykle stanoví pořadí a vedení agentury pak rozhodne o přidělení prostředků.
Hodnocení přihlášek používá tyto způsoby a jejich kombinace:
- jednotlivé hodnocení nezávislými oponenty (peer-review)
- hromadné hodnocení panely nebo komisemi
- hodnocení odbornými zaměstnanci agentury.

Hlavními problémy hodnocení bývá
- nezávislost, která se zčásti zajišťuje anonymitou;
- odborná způsobilost posuzovatelů;
- spravedlivé porovnání jednotlivých projektů.

Aby se zajistila transparentnost rozhodování, bývají členové agentury ze soutěže vyloučeni, oponenti musí prohlásit, že nemají žádné vazby na žadatele a na celý proces dohlížejí vnitřní i vnější kontrolní orgány.

## Významné grantové agentury

### v ČR
- Grantová agentura ČR (GAČR, veřejná soutěž, základní výzkum)
- Grantová agentura AV ČR (GAAV, veřejná soutěž, základní výzkum). Činnost Grantové agentury AV ČR byla 20. ledna 2015 ukončena.
- Grantová agentura Univerzity Karlovy (GAUK, pro mladé vědce, základní výzkum)

Kromě toho zde funguje řada resortních grantových agentur Ministerstva zdravotnictví (IGA), zemědělství, životního prostředí, vnitra a dalších, grantové agentury krajské a místní samosprávy (kultura, sociální péče) a (zejména zahraničních) nadací. Pdobně fungují i fondy některých ministerstev.

### v EU
- Evropská nadace pro vědu (ESF, základní výzkum)
- Deutsche Forschungsgemeinschaft (DFG, veřejná, základní výzkum)
- Volkswagen Stiftung
- Robert Bosch Stiftung

### v USA
- National Science Foudation (NSF, veřejná, věda a výzkum)
- National Institute of Health (NIH, veřejná, zdravotnictví)

a desetitisíce větších i menších, veřejných i soukromých nadací, které poskytují granty.